# Andy Thomas
Andrew Sydney Withiel Thomas (Adelaide, 18 december 1951) is een voormalig Australisch/Amerikaans ruimtevaarder. Thomas zijn eerste ruimtevlucht was STS-77 met de spaceshuttle Endeavour en vond plaats op 19 mei 1996. Voor de missie was er veel materiaal meegenomen voor commerciële tests, waaronder een apparaat van Coca-Cola.
Thomas maakte deel uit van NASA Astronautengroep 14. Deze groep van 24 ruimtevaarders begon hun training in 1992 en had als bijnaam The Hogs.
In totaal heeft Thomas vier ruimtevluchten op zijn naam staan, waaronder meerdere missies naar het Internationaal ruimtestation ISS en een missie naar het Russische ruimtestation Mir. Tijdens zijn missies maakte hij één ruimtewandeling. In 2014 verliet hij NASA en ging hij als astronaut met pensioen. Hij is getrouwd met Shannon Walker.